# موسس آبلیان
مؤسس آبلیان (Մովսես Աբելյան؛ زادهٔ ۱۹۶۳) یک دیپلمات اهل ارمنستان است که از تاریخ ۱۹۹۸ تا تاریخ ۲۰۰۳ سمت نماینده دائمی ارمنستان در سازمان ملل متحد را برعهده داشت. در ژوئن ۲۰۱۹، آنتونیو گوترش، دبیرکل سازمان ملل متحد، او را به عنوان معاون دبیرکل در امور مجمع عمومی و مدیریت کنفرانس منصوب کرد. او همچنین در سوم سپتامبر ۲۰۱۹ موسس را به عنوان هماهنگ‌کننده سازمان ملل برای چندزبانگی منصوب کرد.

## فعالیت‌ حرفه‌ای و تحصیلات
آبلیان در مدارس ارمنستان، فدراسیون روسیه و ایالات متحده تحصیل کرد. او از سال ۱۹۸۹به عنوان دانشیار در دانشگاه دولتی ایروان خدمت کرد. در سال ۱۹۹۲به سرویس خارجی ارمنستان پیوست. آبلیان از ۱۹۹۶تا ۱۹۹۸ معاون نماینده دائمی ارمنستان در سازمان ملل متحد بود، وی در ۱۹۹۸ به عنوان سفیر و نماینده دائمی این کشور در سازمان ملل متحد انتخاب شد و تا سال ۲۰۰۳در این سمت خدمت کرد. وی در۲۰۰۱ ریاست یونیسف را برعهده گرفت.
وی در ۲۰۱۱ به عنوان مدیر بخش امور شورای امنیت و دبیر شورای امنیت سازمان ملل منصوب شد. در سال ۲۰۱۶ به عنوان دستیار دبیرکل سازمان ملل متحد، مسئول امور مجمع عمومی سازمان ملل متحد شد و به مدیریت کنفرانس (۲۰۱۹–۲۰۱۶) منصوب گردید.
آبلیان همچنین در ۲۰۱۹، به عنوان معاون دبیرکل در امور مجمع عمومی و مدیریت کنفرانس منصوب شد و در همان سال به عنوان هماهنگ‌کننده سازمان ملل برای چندزبانگی منصوب گردید.

## زندگی‌نامه
در ۱۹۶۳ در ایروان به دنیا آم. وی متأهل و صاحب دو فرزند است.